# (23606) 1996 AS1
1996 أي أس 1 (ويعرف أيضًا باسم (23606) 1996 أي أس 1 وفق تسمية الكوكب الصغير) (بالإنجليزية: 1996 AS1)‏ هو كويكب ضمن حزام الكويكبات؛ وترتيبه 23606 من حيث الاكتشاف.
اكتُشف هذا الجُرم الفلكي بواسطة سبيس واتش في 13 يناير 1996.

## وصلات خارجية
- (23606) 1996 AS1 في قاعدة بيانات مختبر الدفع النفاث لأجرام النظام الشمسي الصغيرة

- الاكتشاف · مخطط المدار ·  العناصر المدارية · المعلمات المادية

- (23606) 1996 AS1 على موقع ويكي سكاي: DSS2, SDSS, GALEX, IRAS, Hydrogen α, X-Ray, Astrophoto, Sky Map, Articles and images